# Hymenura nigra
Hymenura nigra är en stekelart som först beskrevs av Heinrich 1930.  Hymenura nigra ingår i släktet Hymenura och familjen brokparasitsteklar. Inga underarter finns listade i Catalogue of Life.